# Los Baby's
Los Baby's  es un grupo musical mexicano precursores de la balada romántica en su país. Originarios de Panabá, Yucatán.

## Biografía
Esta agrupación musical fue fundada en Panabá, cerca de Mérida Yucatán, en el año 1958 por los hermanos Ávila Aranda. Originalmente se llamaron "Los Rockies". En 1960 debutan en el teatro “Fantasio, en Mérida, Yucatán. Al terminar su contrato en el teatro fueron contratados para tocar en el hotel “Forth George”, en Belice, una familia que los vio actuar comentó que eran unos “Baby’s” y de ahí nació el nombre que después los hermanos Ávila harían famoso. En 1962 son contratados en el teatro Lírico, por tres años, les tocó alternar con grupos como Los Rebeldes del Rock, Los Teen Tops, Los Hooligans, etcétera. Aunque tocaban los mismos temas que los grupos de la época (Popotitos, Despeinada...) Los Baby's, lograban que el público se sorprendiera de verlos tocar a su corta edad.
En 1963 graban sus tres primeros sencillos para Discos Orfeón (Solo, muy solo; Mi carro no arrancó, y algunos temas más), cuando aún cantaban sus hermanitas Graciela y Wilma con ellos. En esta época empiezan a participar en el programa “La ola baby”, por ello comienzan a realizar varias giras por diferentes puntos del país.
Después de “La ola baby”, la televisión proyecta a Los Baby's, con más interés, en programas como Estrellas Palmolive, Sonrisas Colgate, Max Factor, Nescafé, Vanart, entre otros. Los Baby's, hacían covers de éxitos de grupos extranjeros como se acostumbraba en aquella época, para tratar de garantizar el éxito de los temas.
En 1964 graban su primer disco para Discos Peerless, impulsando así definitivamente su carrera.
A principios de los 70, Los Baby's deciden presentar temas propios, por lo que Enrique, Carlos y Armando Ávila incluyen temas de su inspiración en todos sus discos a partir de ese momento, logrando un gran éxito con varios de ellos. Por aquella época se presentan en el programa "Siempre en Domingo", conducido por Raúl Velasco, en el horario estelar; también participan en otros importantes programas de aquel entonces.

## Éxitos
A lo largo de su trayectoria vieron la luz los siguientes éxitos, entre otros:
- "Me piden" (1966) de Gregorio Cortés
- "Jinetes en el cielo" (1965)
- "El amor es para los dos" (1969)
- "¿Cómo?" (1969) de Chico Novarro
- "Cariño" (1970)
- "Va cayendo una lágrima" (1971)
- "Pero yo no lo conozco" (1966)
- "Triángulo" (1976) de Bobby Capó
- "Te vengo a decir adiós" (1970)
- "Qué va" (1981)
- "Sabotaje" (1978) de Pablo Marenco Pardo
- "Carnavalito" (1971)
- "Jamaica"  (1972)
- "Cuando más te quería" (1975) de Armando Ávila Aranda

## Composiciones de Los Baby's
Enrique compuso canciones como 
- Lo que sentí por ti
- La muchacha de mis sueños
- Me estoy acostumbrando a ti
- Y te perdí
- Jesús mío
- Mi llanto
- Despedida
- Fuiste mía
- Llorando por ti
- Mi primera novia
- Deja de llorar
- Cuando te quedes sin amor
- Quiero verte siempre (junto con Armando Ávila)
- No puedo olvidar tu voz (junto con Armando Ávila)

Tradujo canciones como: 
- Cantando mi dolor
- Te extrañaré
- Tu dulce voz
- Cool Jerk

Composiciones de Carlos:
- Cebollitas verdes
- Tachita
- El Kung Fu tropical
- Mi mejor amigo
- Revoloteando
- Charly (dedicado a su hijo Carlos Ávila Jr.)
- Ciudad Nezahualcoyotl
- Arriba Guatemala
- Calzontzin
- Mozimba

De la autoría de Armando, fueron canciones como
- La pitusa
- Jamaica
- Amor traicionero
- Y yo que pensaba volver
- Chilito Piquín
- Qué tonto fui
- Mocambo
- Una canción para ti
- Sufrimiento
- El solitario
- Promesas de amor
- Recuerdos
- Los grandes días
- La luz de tus ojos
- El baile de los viejitos
- Fresas con crema
- El cayuquero
- Ando buscando un amor
- Puerto escondido
- Amor ingrato
- Chaparrita de mis amores
- Oro y falsedad
- Morir contigo
- Triste soledad
- La cumbia del pelicano
- La equivocada
- En plan de amigos
- El pato Lucas
- Amándonos y besándonos
- Capirucho
- Aunque me parta el alma
- Cuando más te quería
- Triste y Tan Lejos
- ¿Por qué?" canción que se hizo merecedora de muchos premios, entre ellos varios discos de oro, pues a sólo una semana de salir al mercado musical, se vendieron 250,000 copias,  posiblemente fue su mayor éxito en discos del año 1972 pues todo el año se colocó dentro de los 3 primeros lugares, tanto en ventas como en la radio, recibiendo el premio musical más codiciado “El Heraldo”. En promedio Armando publicó una o dos canciones de su autoría en cada disco.

## Premios
El Grupo se hizo merecedor de muchos premios, entre ellos varios discos de oro, ya que a sólo una semana de salir al mercado musical, se vendieron 250,000 copias, por lo que fue su mayor éxito en discos del año 1972, ya que todo el año se colocó dentro de los 3 primeros lugares, tanto en ventas como en la radio, recibiendo el premio musical más codiciado en aquella época, “El Heraldo”.
Doble disco de oro por su Producción “¿Por Qué?”, composición de Armando Ávila, cantante y bajista del grupo.
Doble disco de oro por su disco “Me Piden”, que por cierto fue grabado por Lucero en su disco ranchero 2002. 
Los Baby’s en el año 2000 estamparon sus hullas en el Blvd. de las Estrellas en Plaza Galerías de la Ciudad de México.
Doble disco de oro por su tema “Triangulo”.
Disco de oro por su tema “Negrura”. 
Cuatro Reynas Doradas otorgadas por la reconocida estación de radio “Radio Variedades” por su popularidad radial a los temas, “Como Sufro”, “Como un Duende”, “Mi Loca Pasión” y “Cariño”.
Recibieron 8 Paladines de Oro en Hollywood por récords de taquilla con las empresas Valdivia y Miranda en el Aragón Ball Room de Chicago.

## Discografía
Han grabado por lo menos 51 discos de larga duración, en Orfeón, casi todos los demás grabados para la firma Peerless, posteriormente bajo la firma IM y por último bajo el sello Golden entre los que destacan:
- "Con ustedes... Los Baby's" (Orfeon/1964). En él destacan los temas: Solo muy solo, mi carro no arrancó y Oyeme mamita.

- "Me piden" (Discos Peerless|Peerless/1966). En él destacan los temas: Un Amor Imposible, Tarzan y Me Piden.

- "Pero yo no lo conozco" (Peerless/1966) Álbum donde destacan las canciones: Pero yo no lo conozco, Virgen negra, El conejito blanco y Jinetes en el cielo.

- "Sin final" (Discos Peerless|Peerless/1966) Álbum donde destacan las canciones:  Sin final, Cool jerk, La casita y Hombre sin personalidad, cover de The Beatles.

- "Si caí/Juanita banana" (Discos Peerless/1966) Álbum donde destacan las canciones: Si caí Tema original de The Beatles, Juanita banana, 19 músculos de tensión y Dale la leche al bebé.

- "Tema de la zorra" (Discos Peerless/1967) Álbum donde destacan las canciones: Tema de la zorra, Quiero que me beses amor mio, Monica y Con.

- "Sabor, ritmo y sentimiento" (Discos Peerless/1967) Álbum donde destacan las canciones: Confidencias de amor, Lloro, Las hojas secas y La noche y tú.

- "Sensación en Ritmo" (Discos Peerless/1968). Disco instrumental en el que destacan las canciones: Revoloteando, El choclo, Que Sabes tú y La Bikina.
- "El batman kaiser" (Discos Peerless]]/1968)  Disco instrumental en el que destacan las canciones: El kaiser de batman, Marea baja, Juntos y felices y Soy un creyente.

- "Cansancio" (Discos Peerless/1969). Álbum donde destacan las canciones:  Cansancio, Las cosas, Nacidos para perder, Porque yo te amo y La Sicodélica.

- "Mi Loca pasión/ El amor es para los dos" (Discos Peerless/1969). Compuesto por temas instrumentales y cantados, incluyendo: Mi loca pasión, El amor es para los dos, Solo para enamorados, Corazón contento y Apache espacial.

- "Cariño" (Discos Peerless/1970). Álbum donde destacan las canciones: Cariño, Cuando los huaraches se acaban, Puerto Escondido y Después de tanto amar.

- "Carnavalito" (Peerless/1971). Álbum donde destacan las canciones: Carnavalito, He perdido una perla, Va cayendo una lágrima, Quisiera amarte menos y Tu dulce voz.
- "Te vengo a decir adiós" (Peerless/1971) Álbum donde destacan las canciones: Te vengo a decir adiós, Romeo y julieta, Sobre el mar el cielo y La hora de los novios.

- "¿Por qué?" (Peerless/1972). Álbum de mayor éxito de la agrupación donde destacan las canciones: ¿Por qué?, Promesas de amor, Un minuto de amor, Lo que sentí por ti y Jamaica.
- "Amor traicionero" (Peerless/1973) Disco del que destacan: Amor traicionero, Mi dulce estrella, Cebollitas verdes, Recuerdos del rock y Veinte años.
- "Cómo sufro" (Peerless/1974) Álbum donde destacan las canciones: Cómo sufro, La equivocada, A poco no, Y te perdí, y Charly.
- "Un viejo amor" (Peerless/1975) Álbum donde destacan las canciones: Un viejo amor, Aunque me parta el alma, Cuando más te quería y Como un duende.
- "Morir contigo" (Discos Peerless/1976) Álbum donde destacan las canciones: Morir contigo, Triste soledad, Arriba Guatemala, Triángulo y Mozimba.

- "Regresa ya" (Discos Peerless/1977). Son importantes el tema que da nombre al álbum, Adiós Sylvia, No quiero perderte, El pato lucas,Y yo que pensaba volver y Sin tu amor.
- "Sabotaje" (Discos Peerless/1978) Álbum donde destacan las canciones: Sabotaje, Recuerdos, Rosario, De ese amigo y Nuestro juramento.
- "Éxitos" (Peerless/1978) Álbum recopilación de sus mayores éxitos donde aparece una grabación nunca antes escucha de Encuentros cercanos.
- "Los Baby's" (Discos Peerless/1979) Álbum donde destacan las canciones: Para que volviste, Baby bolero, Si me dejas de amar y Muy cerca de ti.

- "Negrura" (Discos Peerless/1980) Álbum donde destacan las canciones: Negrura, Jinetes en el cielo, Tu eres mi prisión y Pa´ todo el año.
- "Los Baby's con nuevos éxitos" (Peerless/1981) Álbum donde destacan las canciones: Que va, Que tonto fui, Acaso fue piedad y Aunque no vuelvas
- "Con una lágrima en la garganta" (Peerless/1982) Álbum donde destacan las canciones: Con una lágrima en la garganta, Te lo pido de rodillas, Llorando me dormi y Una canción para ti.
- "Con los recuerdos al hombro" (Peerless/1984) Álbum donde destacan las canciones: Con los recuerdos al hombro, Tímido (Canción Con la que concursaron en el Festival OTI82) y El solitario.
- "Los Baby's en Navidad" (Peerless/1985) Álbum navideño lleno de covers y villancicos tradicionales de la época donde destacan las canciones: Ven a mi casa esta Navidad, Feliz Navidad, Noche de paz, Amarga Navidad y Paseo en trineo.
- "Piensa en mi" (Emi/1985) Álbum donde destacan las canciones: Piensa en mi, La cicatriz, Un beso y una flor y Por eso te amo.
- "Chilito piquin"  (Peerless/1986) Álbum donde destacan las canciones: Chilito piquin, Pedazos de papel, Amor fingido y Nunca te olvidaré.
- "Suspenso infernal"  (Emi/1986) Álbum donde destacan las canciones: Suspenso infernal, Ahora, Maldita suerte y Arrepentida.
- "Cicatrices" (Emi/1988) Álbum donde destacan las canciones: Voy gritando por la calle, Cicatrices y Princesita azul.
- "Rondando tu Esquina" (Emi/1989) Álbum donde destacan las canciones: Rondando tu Esquina, Momentos, ¿Por qué me hiciste Trampa? y Las Nubes.

Recientemente (2008) Warner Music compañía que compró todo el catálogo de Discos Peerless ha publicado sus éxitos y algunas de sus primeras grabaciones (nunca antes reeditadas) en los CD: 75 Años Peerless, Serie Diamante "Los Babys" y 100 Éxitos "Los Baby's".
Los Baby's han editado instrumentales en un volumen titulado "Hace apenas ....45 años" para la firma disquera Golden, obras musicales que pueden ser adquiridas (en línea), donde destacan temas como: "Yo te seguiré", "El choclo", "Albricias", "Pipa de la paz", entre otros éxitos de siempre.
- "Tributo a Los Baby's"(Sony Music/2017) Álbum de sus mayores éxitos donde participan artistas de la talla de Marco Antinio Solís,Thalía, Yuri, Pandora, Gloria Trevi, entre otros.